# Каленборн-Шоєрн
Каленборн-Шоєрн (нім. Kalenborn-Scheuern) — громада в Німеччині, розташована в землі Рейнланд-Пфальц. Входить до складу району Вульканайфель. Складова частина об'єднання громад Герольштайн.
Площа — 7,34 км2. Населення становить 386 ос. (станом на 31 грудня 2020).

## Галерея

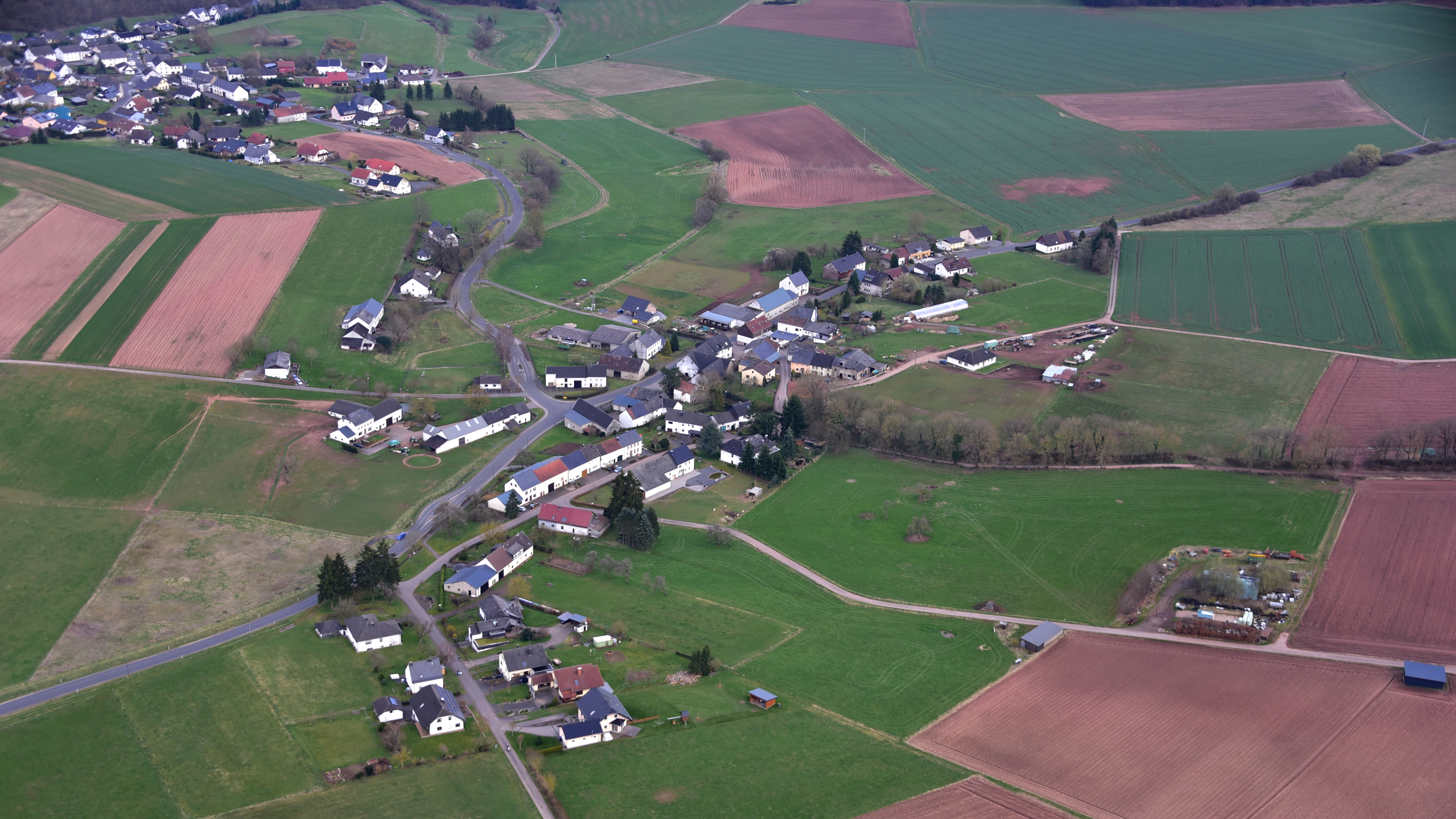